# Imperial (bière)
 (août 2016).
Si vous disposez d'ouvrages ou d'articles de référence ou si vous connaissez des sites web de qualité traitant du thème abordé ici, merci de compléter l'article en donnant les références utiles à sa vérifiabilité et en les liant à la section « Notes et références ».
Pour les articles homonymes, voir Imperial.

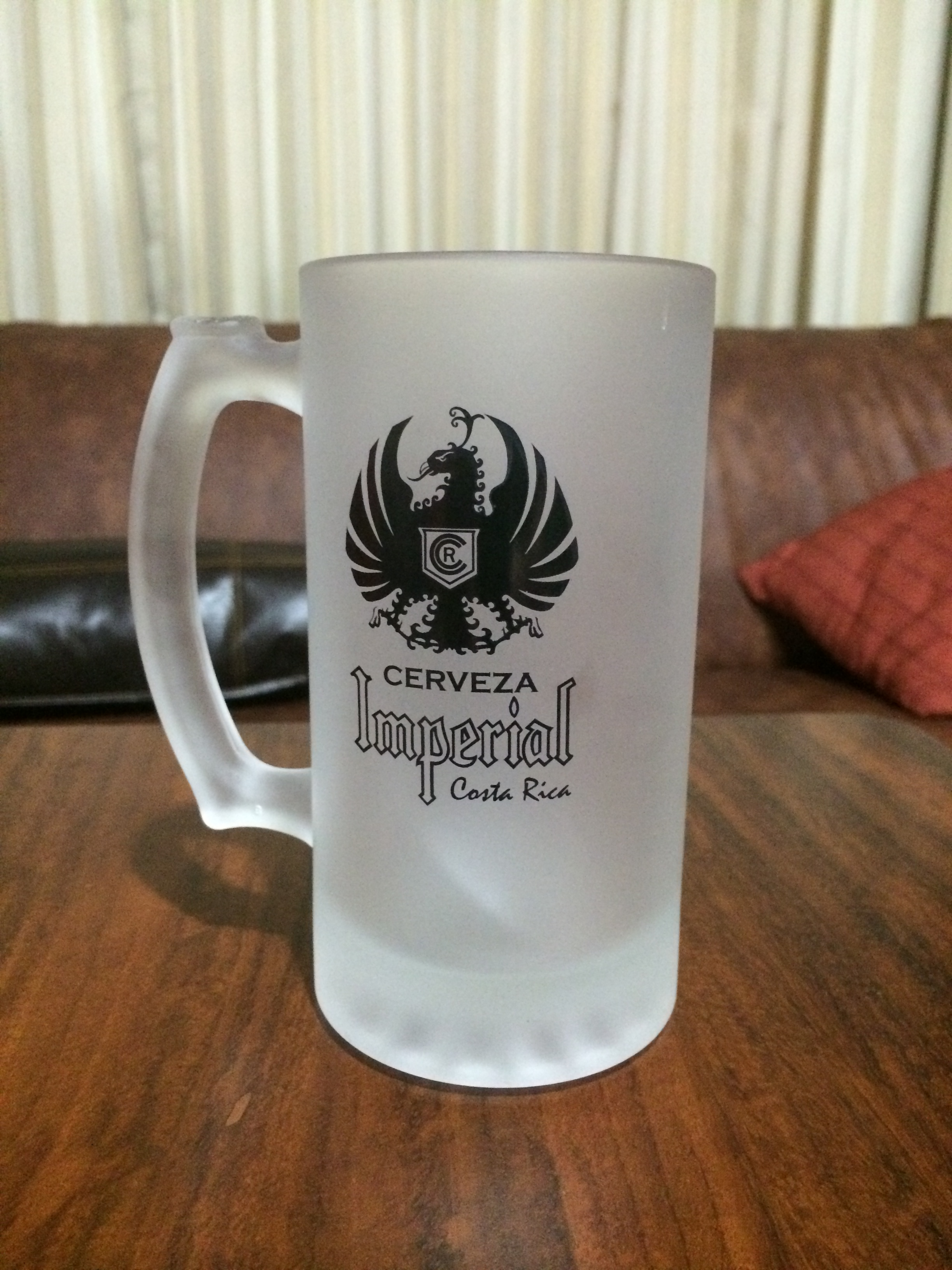
Chope du Costa Rica

Imperial est une bière du Costa Rica, élaborée par la Brasserie Costa Rica. Elle est conçue à partir de malt, houblon, eau et levure. C'est une bière d'alcool modéré (4,5°).

## Histoire
L'histoire de cette bière se remonte à l'an 1924, la brasserie Ortega décida alors de lancer une bière qui combina la tradition de la bière allemande adaptée au goût des costarriciens. Son succès fut immédiat, elle demeure aujourd'hui une  bière dominante sur le marché du Costa Rica, connue aussi comme la bière de l'aigle en raison de son blason caractéristique.
En 2004 la marque fut exportée aux États-Unis, pays où elle est distribuée à plus de 20 états, entre lesquels se trouvent la Californie, le Texas, la Floride et New York. Elle se vend aussi en Chine, en Australie ainsi qu'en Amerique centrale.
En 2006, la Brasserie Costa Rica introduisit sur le marché l'Imperial Light, une bière avec moins de contenu alcoolique, et postérieurement, Imperial Silver, une bière pour consommer à une temperature plus fraiche que l'Imperial normale.